# Ангаро-Ленское газовое месторождение
Ангаро-Ленское газовое месторождение — уникальное месторождение природного газа в Иркутской области России. Месторождение открыто в 2000-х годах.
Запасы природного газа на месторождении по категории С1 составляют 1,5 млрд м³, С2 — 1,22 трлн м³, извлекаемые запасы газового конденсата по категории С1 — 0,077 млн т, С2 — 61,79 млн т.
Месторождение расположено на трёх участках, лицензии на которые принадлежат ООО «Петромир» (на Левобережный и Правобережный участки — на поиск, разведку и добычу, на Ангаро-Ленский — на геологическое изучение). 50 % «Петромира» принадлежат компании «Стройтрансгаз», контролируемой совладельцем нефтяного трейдера Gunvor Геннадием Тимченко, а ещё 50 % (по данным газеты «Ведомости») — башкирскому предпринимателю Анатолию Оружеву. Первоначальным создателем компании «Петромир» был бывший чемпион мира по шахматам Анатолий Карпов.